# Bosques secos del Bajío
Los bosques secos del Bajío son una ecorregión de bosques secos latifoliados en el centro de México.

## Geografía
Los bosques secos del Bajío se encuentran en la parte suroeste de la Mesa del Centro. Están delimitados al sureste, sur y suroeste por los bosques de pino-encino del Cinturón Volcánico Trans-Mexicano, que ocupan las montañas plegadas y los volcanes del Eje Neovolcánico que forman el borde sur de la Mesa del Centro. Los bosques de pino y encino de la Sierra Madre Occidental delimitaban la ecorregión por el noroeste.
Las numerosas montañas de la meseta que se elevan sobre los bosques secos están ocupadas por islas del cielo de bosque de pinos y robles. Hacia el norte, los bosques secos del Bajío pasan al Matorral Central de México, más seco y templado. La mayor parte de la ecorregión se encuentra dentro de la cuenca del río Lerma, y los bosques secos se extienden alrededor del lago Chapala en el extremo oriental de la región y en las cuencas endorreicas del lago Cuitzeo y el lago Pátzcuaro en el sur.
Las ciudades de Guadalajara, Morelia, Zamora de Hidalgo y León se encuentran dentro de la ecorregión.

## Fauna
Los mamíferos nativos incluyen al lobo mexicano (Canis lupus baileyi) y el murciélago de cola libre embolsado (Nyctinomops femorosaccus). Las aves incluyen a la urraca de copete (Calocitta colliei), el tirano piquigrueso (Tyrannus crassirostris), el tecolote bigotudo (Megascops trichopsis), el periquito de frente naranja (Eupsittula canicularis), el vireo enano (Vireo nelsoni) y el mascarita transvolcánica (Geothlypis speciosa).

## Desarrollo
La ecorregión ha estado densamente poblada durante siglos y se han reducido los bosques secos a pequeños focos. El bosque seco caducifolio solía ser la vegetación dominante, pero el matorral espinoso y el matorral subtropical son ahora más comunes, intercalados con tierras agrícolas y de pastos.